# Caio Eruciano Silão
Caio Eruciano Silão (em latim: Gaius Erucianus Silo) foi um senador romano que serviu como cônsul sufecto para o nundínio de julho a setembro de 110 com Lúcio Catílio Severo Juliano Cláudio Regino. Nada mais se sabe sobre sua vida.